# Erythrocercus holochlorus
El monarca amarillo (Erythrocercus holochlorus) es una especie de ave paseriforme de la familia Erythrocercidae propia de África Oriental.

## Distribución y hábitat
Se encuentra en Kenia, Somalia y Tanzania.
Sus hábitats naturales son los bosques bajos húmedos tropicales o las zonas arbustivas húmedas tropicales.